# Slag bij Chester
De Slag bij Chester is een veldslag, uitgevochten in of rond 615, nabij Chester. Koning Aethelfrith van koninkrijk Northumbria versloeg een Welsh leger geleid door koning Selyf van Powys. Selyf sneuvelde in deze slag.
Bede vermeldt dat bij deze slag ook monniken vanuit het klooster van Bangor-on-Dee aanwezig waren om te bidden voor het Welshe leger. Toen Aethelfrith hiervan hoorde, liet hij zijn mannen de monniken ombrengen.